# Luna rossa (astronomia)

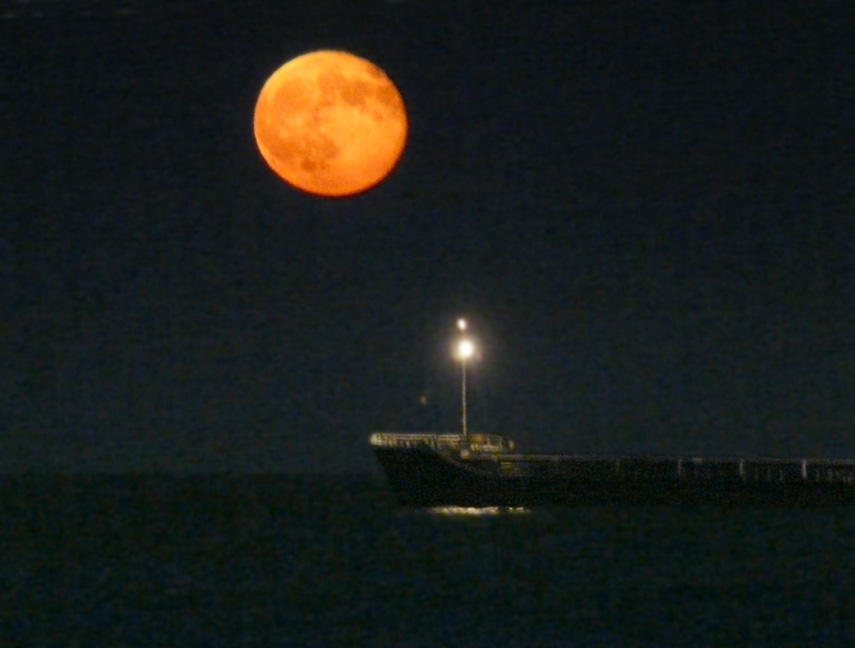
La luna bassa sull'orizzonte appare rossa per la diffusione di Rayleigh

La cosiddetta luna rossa, in astronomia, è un fenomeno ottico per cui la Luna, anziché apparire nel cielo terrestre con il suo colore naturale, ovvero grigio-chiaro, appare di un colore ramato, che può variare tra il giallo-bruno e il rosso fuoco mattone.
Il fenomeno è causato dalla diffusione di Rayleigh della luce solare da parte dell'atmosfera terrestre e la sua percezione è amplificata dalla rifrazione atmosferica. Si verifica al sorgere o al tramontare della Luna e durante le sue eclissi.

## La diffusione atmosferica della luce solare
Quando la luce solare attraversa l'atmosfera, i suoi fotoni possono interagire con le molecole dei gas che la compongono o con altre sostanze in sospensione come l'umidità e gli inquinanti. Il fenomeno prevalente è la diffusione di Rayleigh, che determina la dispersione del fotone in una direzione qualsiasi. La probabilità di una interazione aumenta con la lunghezza dell'atmosfera attraversata, con la densità del fluido (e quindi sia con la minor quota sia con la maggiore presenza di umidità o di inquinanti) e con la minor lunghezza d'onda della luce. Quest'ultima dipendenza è molto significativa perché l'intensità della luce diffusa è inversamente proporzionale alla quarta potenza della sua lunghezza d'onda.
Quando un oggetto luminoso per esempio le stelle, è sufficientemente al di sopra dell'orizzonte, la sua luce proviene dall'alto e lo spessore di atmosfera attraversata è piccoloː la diffusione, allora, riguarda soprattutto la luce con minore lunghezza d'onda, cioè quella più vicina al violetto. Per questo motivo, cioè per il poco impoverimento del suo spettro, la luce diretta proveniente dagli oggetti celesti alti sull'orizzonte appare di colore chiaro, fra il bianco e il giallo. I fotoni dispersi, invece, determinano il colore azzurro del cielo terso. Questo colore è dovuto anche alla maggiore sensibilità dell'occhio umano alla frequenza del colore blu e quindi alla minore capacità di percepire il violetto e alla totale incapacità di vedere lo spettro ultravioletto.
Quando invece, una sorgente luminosa è bassa sull'orizzonte, non solo la porzione di atmosfera attraversata prima di giungere al nostro occhio è più lunga e più densa, ma anche è più probabile la presenza di pulviscolo e di goccioline di vapore acqueo. In pratica tutte le frequenze più elevate vengono diffuse e il raggio luminoso risulta composto solo da fotoni la cui frequenza è prossima al rosso. Per questo motivo, ad esempio, il Sole appare rosso all'alba e al tramonto.

## Apparenza della Luna durante leva e tramonto
Esattamente lo stesso fenomeno si verifica per pochi minuti quando sorge o tramonta la Luna. In questo caso la luce solare riflessa dalla luna subisce la diffusione di Rayleigh e al nostro occhio perviene soltanto la parte di luce visibile con lunghezza d'onda maggiore, che corrisponde a gradazioni di colore dello spettro visibile della luce che possono andare dal giallo-bruno, all'arancione, a volte anche al rosso.
La visione della Luna risente anche del fenomeno della rifrazione atmosferica, che impedisce la propagazione rettilinea dei raggi luminosi. A causa della rifrazione, esattamente come avviene al sorgere e tramontare del Sole, l'immagine della Luna che vediamo da Terra non si trova nella corretta posizione del nostro satellite. La levata apparente dell'astro anticipa di qualche minuto quella astronomica e il suo tramonto sembra verificarsi dopo quello astronomico. La rifrazione determina anche una maggiore lunghezza del tragitto compiuto dai raggi luminosi nella parte bassa dell'atmosfera.
Inoltre, sempre per via della rifrazione ottica, la Luna può apparire anche leggermente deformata, ovvero con la forma del suo disco "schiacciata". La grandezza dell'astro può anche apparire leggermente maggiore rispetto a quando è alta nel cielo, ma ciò sarebbe dovuto soltanto ad un solo fenomeno di illusione ottica-percettiva, in particolare le illusioni ottiche di Ponzo e di Ebbinghaus.

## Luna rossa durante un'eclissi lunare

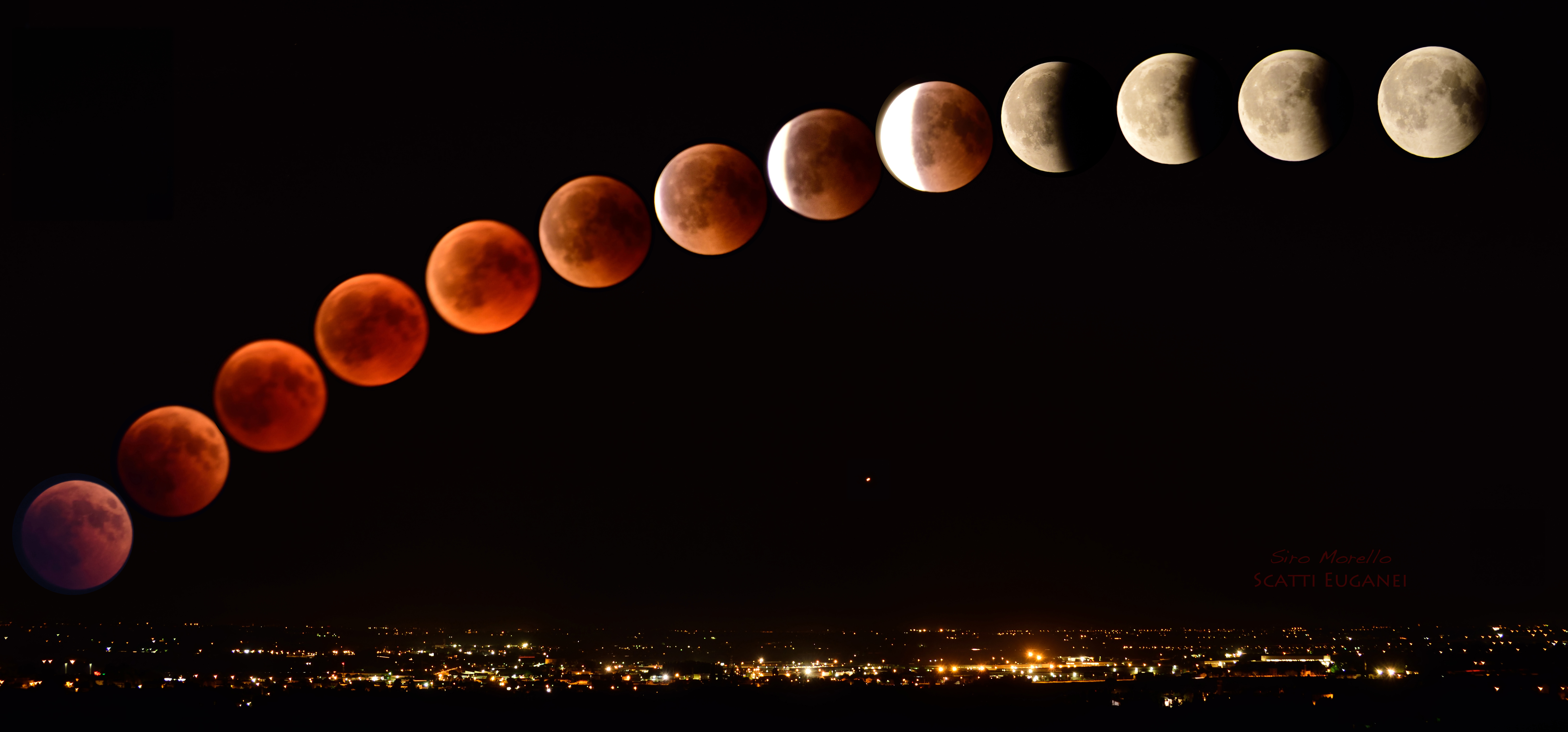
L'eclissi del 27 luglio 2018 vista dai Vegri del Monte Cecilia

Durante un'eclissi lunare la Luna, che si trova nel cono d'ombra della Terra, riceve comunque una piccola quantità di raggi solari deviati dalla rifrazione atmosferica terrestre. Tali raggi, come spiegato sopra, sono composti esclusivamente da fotoni appartenenti alla bassa frequenza dello spettro visibile, in quanto le alte frequenze sono state diffuse in tutte le direzioni dallo scattering di Rayleigh. Il risultato è un oscuramento incompleto della Luna, il cui disco resta percettibile dall'occhio umano e dagli apparecchi fotografici, e dove la poca intensità della luce e la relativa gradazione del colore rosso viene determinata dalla cosiddetta "scala di Danjon". La gradazione può passare da un grigio-rosaceo, all'arancione, al rosso-mattone, al rosso scuro, variando proporzionalmente con la quantità di pulviscolo atmosferico presente nella troposfera in quel particolare periodo, ad esempio se è in corso, da qualche parte, un'attività vulcanica particolarmente intensa. Le eclissi lunari sono più spettacolari quando la Luna si trova in prossimità del perigeo, come accaduto il 27 luglio 2018 e il 21 gennaio 2019.
Durante una eclissi un astronauta sulla Luna vedrebbe la Terra come un grande disco scuro circondato da un anello infuocato, costituito dalle luci rossastre di tutti i tramonti e tutte le albe che in quel momento si verificano sulla Terra. La loro luce, rifratta dall'atmosfera terrestre, illumina la Luna con tonalità di colore diverse secondo le caratteristiche fisiche e di inquinamento atmosferico dei territori terrestri in cui l'alba o il tramonto si sta verificando.
Se il punto d'osservazione sulla Terra è tale che l'eclissi si verifica all'alba o al tramonto secondo l'ora locale, i raggi riflessi dalla Luna devono attraversare una seconda volta per un lungo tragitto l'atmosfera terrestre e una loro colorazione rossastra diventa ancora più probabile.

## Luna rossa della crocifissione
Una eclissi parziale di Luna si verificò il 3 aprile 33, una delle date più probabili in cui Gesù Cristo potrebbe essere stato crocefisso. Questa tesi, proposta in un articolo su Nature da J. R. Hind nel 1872, è stata recentemente verificata utilizzando i metodi di calcolo più recenti da Colin Humphreys e Waddington Graem e nuovamente pubblicata su Nature. Secondo questi studiosi l'eclissi sarebbe stata visibile a Gerusalemme circa all'ora del tramonto (fra le 18,20 e le 19,11) e quindi la Luna potrebbe aver assunto un colore rosso anche molto intenso.
Il pensiero corre alla "Luna di sangue" evocata dal profeta Gioele (Gl 3,4 ) e ricordata dall'apostolo Pietro nel giorno di Pentecoste, come riportato negli Atti degli Apostoli, al capitolo 2: Il sole si muterà in tenebra, e la luna in sangue.... Il collegamento fra i due eventi resta dubbio per molteplici ragioni e principalmente:
- Il 3 Aprile 33 del calendario gregoriano corrisponde al 16 Nisan 3793 del calendario ebraico, quindi alla domenica di resurrezione e non al venerdì 14 Nisan, giorno in cui Gesù è morto crocifisso.
- Nei Vangeli non si parla di alcuna "Luna di sangue" concomitante con la morte di Gesù, ma solo di un oscuramento del Sole, probabilmente dovuto a cause meteorologiche, e di un terremoto. Anche Pietro e Gioele non sembrano fare riferimento a un evento necessariamente identificabile con la Crocifissione, ma a un evento escatologico.
- Trattandosi di una eclissi parziale è molto improbabile che la Luna fosse color sangue. In eclissi parziali, infatti, la luminosità della parte di superficie lunare esterna al cono d'ombra è molto maggiore di quella della parte in ombra, la cui eventuale colorazione rossastra risulta poco percepibile.[9][10]